# Конгсхавн, Харри
Харри Конгсхавн (норв. Harry Kongshavn, 23 февраля 1899, Хидра — 1969 или 1970) — норвежский шахматист. Чемпион Норвегии 1951 г. В составе сборной Норвегии участник шахматной олимпиады 1950 г.
Родился в семье рыбака. Работал электриком в фирме «Elektrisk Byrе». Во время Второй Мировой войны состоял в группе сопротивления «Wiedswang», собрал нелегальный радиопередатчик в Осло.

## Спортивные результаты
| Год  | Город        | Соревнование                               | + | − | = | Результат | Место |
| ---- | ------------ | ------------------------------------------ | - | - | - | --------- | ----- |
| 1948 | Сальтшобаден | Командный турнир                           |   |   |   |           |       |
|      | Сальтшобаден | Матч Швеция — Норвегия (против К. Шёльда)  | 0 | 0 | 2 | 1 из 2    |       |
| 1950 | Дубровник    | IX Олимпиада (сборная Норвегии, 4-я доска) | 3 | 7 | 0 | 3 из 10   |       |
| 1951 | Ставангер    | Чемпионат Норвегии                         |   |   |   |           | 1     |